# Fethi Okyar

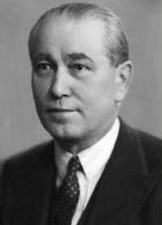
Ali Fethi Okyar

Fethi Okyar (* 29. April 1880 in Pirlepe; † 7. Mai 1943 in Ankara; bis 1934: Ali Fethi Bey) war ein türkischer Politiker und zeitweilig Ministerpräsident seines Landes. 
1913 wurde der Jungtürke Fethi Bey Botschafter des Osmanischen Reiches in Bulgarien, sein Militärattaché war Mustafa Kemal. Im selben Jahrzehnt hatte er das Amt des Generalsekretärs des jungtürkischen Komitees für Einheit und Fortschritt inne.

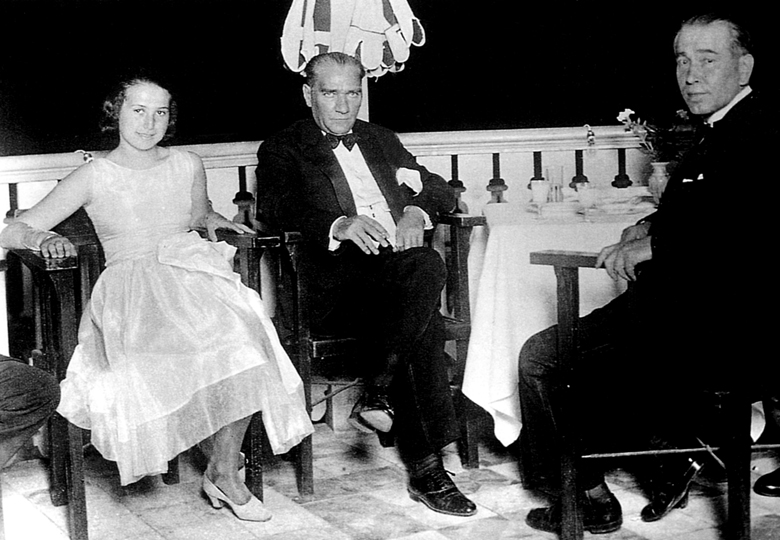
Mustafa Kemal Atatürk, Gründer und erster Präsident der Türkischen Republik, mit dem Vorsitzender der Freie Republikanische Partei Fethi Okyar (rechts) und Nermin Kırdar (Okyars Tochter) am 13. August 1930 in Yalova.

Am 11. Oktober 1921 wurde Fethi Innenminister der Regierung in Ankara. Vom 14. August bis zum 27. Oktober 1923 war er zum ersten Mal türkischer Ministerpräsident. Wenige Tage nach seinem Rücktritt wurde er zum Vorsitzenden der Großen Nationalversammlung, also zum Parlamentspräsidenten, gewählt. Er trat die Nachfolge Kemals an, der Staatspräsident wurde.
Fethi – als Mitglied der herrschenden kemalistischen Cumhuriyet Halk Partisi (CHP) – war vom 22. November 1924 bis zum 2. März 1925 ein zweites Mal Ministerpräsident der Türkei. Er löste seinen Parteifreund İsmet İnönü im Amt ab. Nach der militärischen Niederschlagung des kurdischen Scheich-Said-Aufstandes im Februar 1925 wurde İnönü am 3. März erneut Ministerpräsident; dieser verbot schließlich im Juni 1925 die einzige Oppositionspartei, die Terakkiperver Cumhuriyet Fırkası.
Von 1925 bis 1930 war Fethi Botschafter in Paris. Als Vertrauter von Staatspräsident Atatürk gründete Fethi im August 1930 die Partei Serbest Cumhuriyet Fırkası, deren Aufgabe es sein sollte, oppositionelle Stimmen zum bestehenden De-facto-Einparteiensystem aufzunehmen und in das System einzubinden. Nach ein paar Monaten wurde die Partei wieder aufgelöst. Fethi wurde wieder Mitglied der CHP. Von 27. Mai 1939 bis 13. März 1941 war er Justizminister. 
1934 verabschiedete die türkische Nationalversammlung ein Gesetz zur Einführung von Nachnamen. Fethi Bey nahm auf Wunsch von Staatspräsident Atatürk den Namen Okyar an. Er starb am 7. Mai 1943 in Ankara.